# Коэтаун
Коэтаун (бирм.ကိုးသောင်းပုထိုးတော်ကြီး-Коутаун пэтхоутоджи) — комплекс буддийских пагод в мьянманском городе Мьяу-У штат Аракан, крупнейший храмовый комплекс города. Название комплекса переводится как «девяносто тысяч», имея в виду 90 000 изображений Будды. Комплекс возведён между 1553 и 1556 годами королём Диккхой. Главная пагода, окружённаф мощными стенами, находится в центре комплекса на возвышений площадью 75 х 7 метров и высотой 9 метров, к ней ведут туннели, прорубленные в скальной породе. На террасах комплекса расположены 108 небольших пагод, возведённых из песчаника.
Расчистка храмового комплекса от земляных наносов и растительности началась в 1996 году. В настоящее время расчищена только четверть территории храма. Состояние храма внушает опасения за его сохранность, обнаружены трещины в стенах туннелей, грозящие обрушением стен. Храм формально находится под охраной центрального археологического департамента Мьянмы, но реставрационно-восстановительные работы не ведутся из-за отсутствия финансирования.